# Budgetrestriktion
Als Budgetrestriktion (auch: Budgetbeschränkung) bezeichnet man in der Volkswirtschaftslehre eine gängige Bedingung in mathematischen Modellen, die sicherstellt, dass die Akteure nicht mehr Geld ausgeben als ihnen zur Verfügung steht. Sofern man nur zwei Güter betrachtet, kann man die Budgetrestriktion grafisch mittels einer Gerade in einem Zwei-Güter-Diagramm darstellen; diese bezeichnet man dann gängigerweise als Budgetgerade (auch: Haushaltsgerade, Bilanzgerade). Diejenigen Güterbündel, die der Budgetrestriktion genügen, bilden eine Menge, die so genannte Budgetmenge (auch: Konsummöglichkeitenmenge).

## Grundkonzept

### Zwei-Güter-Fall
Eine besonders einfache Budgetrestriktion wird im Standardmodell der Haushaltstheorie verwendet. Dort geht man von einem fixen Budget und einer endlichen Menge von erwerbbaren Gütern aus, die zu gegebenen Preisen gekauft werden können.
Man betrachte zwei Güter, Äpfel (Gut 1) und Birnen (Gut 2). Die Anzahl der nachgefragten Äpfel bezeichnet man mit {\displaystyle x_{1}} und die Anzahl der nachgefragten Birnen mit {\displaystyle x_{2}}. Der Preis der beiden Güter sei gegeben; ein Apfel kostet genau {\displaystyle p_{1}} (diese Variable kann zum Beispiel für „1 Euro“ stehen), eine Birne {\displaystyle p_{2}}. Der Konsument hat ein Einkommen in Höhe von {\displaystyle y} zur Verfügung. Dann lautet die Budgetrestriktion
{\displaystyle p_{1}\cdot x_{1}+p_{2}\cdot x_{2}\leq y}.
In Worten: Die gesamten Ausgaben für Äpfel (Preis eines Apfels mal Anzahl der Äpfel) und die gesamten Ausgaben für Birnen (Preis einer Birne mal Anzahl der Birnen) dürfen zusammen höchstens so hoch sein wie das verfügbare Einkommen. Salopp: Man kann nicht mehr Geld ausgeben als man hat.

### Grafische Konstruktion (Zwei-Güter-Fall)

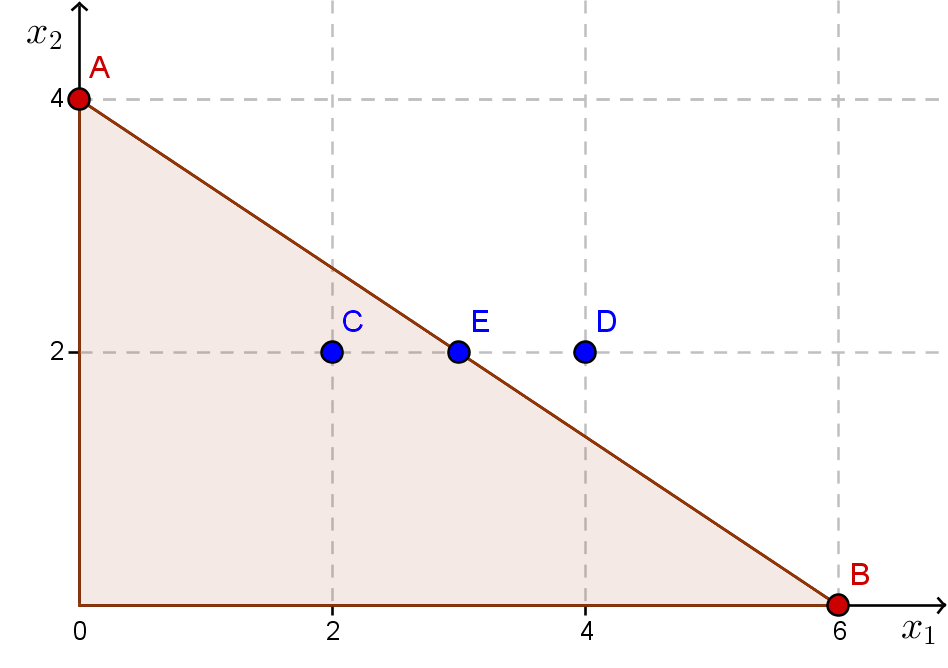
Budgetgerade

Man betrachte wiederum nur Äpfel (Gut 1) und Birnen (Gut 2) mit {\displaystyle x_{1}} der Nachfrage nach Äpfeln und {\displaystyle x_{2}} der Nachfrage nach Birnen. Ein Apfel koste 4 Euro ({\displaystyle p_{1}=4}), eine Birne 6 Euro ({\displaystyle p_{2}=6}). Dem Konsumenten stehe ein Budget von 24 Euro zur Verfügung ({\displaystyle y=24}). Dann lautet die Budgetrestriktion:
{\displaystyle 4x_{1}+6x_{2}\leq 24}.
Die „Grenze“ seiner Budgetbedingung kann man dadurch finden, dass man annimmt, dass der Konsument sein Budget voll ausreizt, dass also die Budgetrestriktion bindet (das heißt: mit Gleichheit gilt), und also
{\displaystyle 4x_{1}+6x_{2}=24}.
Umstellen liefert die Budgetgerade:
{\displaystyle x_{2}=4-{\frac {2}{3}}x_{1}}.
Diese ist in der Abbildung dargestellt. Die konsumierte Anzahl von Äpfeln (Gut 1) wird auf der horizontalen, die Anzahl der konsumierten Birnen (Gut 2) auf der vertikalen Achse eines zweidimensionalen Koordinatensystems aufgetragen. Die Budgetgerade verläuft nun durch den Punkt auf der vertikalen Achse, in dem die betrachtete Person ihr gesamtes Budget für Gut 2 ausgibt, sowie durch den Punkt auf der horizontalen Achse, in dem die Person ihr gesamtes Budget für Gut 1 ausgibt. Jeder Punkt, der auf der Budgetgerade liegt, erfüllt die Budgetrestriktion gerade noch so. Die Punkte A und B markieren Extrempunkte der Budgetaufteilung: In A gibt der Konsument sein gesamtes Vermögen für Birnen, in B sein gesamtes Vermögen für Äpfel aus. Der eingefärbte Bereich unter (und mit) der Budgetgerade ist die Budgetmenge. In ihr liegen sämtliche Mengenkombinationen, die sich der Konsument leisten kann. Punkte im Inneren dieses Bereichs stehen für Güterbündel, deren Konsum das Vermögen nicht ausschöpft. So werden etwa in Punkt C zwei Äpfel und zwei Birnen gekauft, was zu Ausgaben von lediglich 20 Euro führt. Güterbündel außerhalb der Budgetmenge sind wiederum nicht erreichbar. So steht etwa Punkt D für den Konsum von 2 Birnen (12 Euro) und 4 Äpfeln (16 Euro), der mit dem gegebenen Budget offensichtlich nicht realisierbar ist.
Die Steigung der Budgetgerade (auch Grenzrate der Transformation, kurz GRT) beträgt allgemein {\displaystyle -p_{1}/p_{2}}, entspricht also dem negativen Verhältnis der beiden Güterpreise.

### Allgemein
Man kann die beschriebene Budgetrestriktion auch auf den Mehr-Güter-Fall verallgemeinern: Bezeichne mit {\displaystyle x_{i}\geq 0} die von einem bestimmten Konsumenten nachgefragte Menge von Gut {\displaystyle i}, {\displaystyle i=1,\ldots ,n}, und fasse der Vektor {\displaystyle \mathbf {x} =(x_{1},\ldots ,x_{n})\in \mathbb {\mathbb {R} } _{+}^{n}} die Nachfrage bezüglich aller Güter zusammen. Der Preis jedes Gutes sei strikt positiv, {\displaystyle p_{i}>0} für alle {\displaystyle i=1,\ldots ,n}, und man vereinbare {\displaystyle \mathbf {p} =(p_{1},\ldots ,p_{n})\in \mathbb {R} _{++}^{n}} als Preisvektor der Ökonomie. Dann lautet die Budgetrestriktion
{\displaystyle \mathbf {p} \cdot \mathbf {x} =p_{1}\cdot x_{1}+\ldots +p_{n}\cdot x_{n}\leq y}.
Die Budgetmenge {\displaystyle {\mathcal {B}}} ist entsprechend die Menge aller Güterbündel, die der Budgetrestriktion genügen, das heißt
{\displaystyle {\mathcal {B}}:=\left\{\mathbf {x} \in \mathbb {R} _{+}^{n}|\mathbf {p} \cdot \mathbf {x} \leq y\right\}}.

## Intertemporale Budgetrestriktion
Auch bei intertemporalen Problemen lassen sich Budgetrestriktionen formulieren. So mag etwa im einfachsten Fall ein Konsument in einem Zwei-Perioden-Modell vor der Entscheidung stehen, sein Einkommen in Periode 1 auszugeben, oder zu sparen und erst in Periode 2 zu konsumieren. Bezeichne {\displaystyle x_{i}} die Konsumausgaben in Periode {\displaystyle i} und {\displaystyle y_{i}} das Einkommen in Periode {\displaystyle i}. Erlaubt man zusätzlich, dass gespartes Geld zu einem Zinssatz {\displaystyle r>0} angelegt und zum gleichen Zinssatz geliehen werden kann, so lässt sich folgende intertemporale Budgetrestriktion aufstellen:
{\displaystyle x_{2}\leq y_{2}+(y_{1}-x_{1})+r\cdot (y_{1}-x_{1})=y_{2}+(1+r)\cdot (y_{1}-x_{1})}
In Worten: In Periode 2 kann höchstens so viel konsumiert werden, wie man in Periode 2 verdient, zuzüglich dem Teil des Einkommens aus Periode 1, der in Periode 1 nicht ausgegeben (also gespart) wurde, sowie den darauf angefallenen Zinsen. Falls {\displaystyle (y_{1}-x_{1})>0}, hat der Haushalt in Periode 1 gespart, im Fall {\displaystyle (y_{1}-x_{1})<0} hat er sich hingegen verschuldet. Um einzusehen, dass die gefundene Budgetrestriktion wirklich auch den Fall einer Verschuldung in Periode 1 abgedeckt, kann man formulieren:
{\displaystyle x_{2}\leq y_{2}-(x_{1}-y_{1})-r\cdot (x_{1}-y_{1})},
was offensichtlich äquivalent zur oben gefundenen Bedingung ist. In Worten: In Periode 2 kann höchstens so viel konsumiert werden, wie man in Periode 2 verdient, abzüglich des Betrages, der in Periode 1 über das verfügbare Einkommen hinaus ausgegeben (also geliehen) wurde, sowie den darauf angefallenen Zinsen.
Eine simple intertemporale Budgetrestriktion für den Fall einer unbeschränkten Zahl von Perioden wird etwa in den Standardvarianten der Overlapping-Generations-Modelle verwendet.